# 訪問介護
| 居宅型 3,889億円 （49.5%）   | 訪問通所 3,054億円 （38.9%） | 訪問介護／入浴             | 816億円（10.4%）   |
| 居宅型 3,889億円 （49.5%）   | 訪問通所 3,054億円 （38.9%） | 訪問看護／リハ             | 211億円（2.7%）    |
| 居宅型 3,889億円 （49.5%）   | 訪問通所 3,054億円 （38.9%） | 通所介護／リハ             | 1,777億円（22.7%） |
| 居宅型 3,889億円 （49.5%）   | 訪問通所 3,054億円 （38.9%） | 福祉用具貸与               | 247億円（3.2%）    |
| 居宅型 3,889億円 （49.5%）   | 短期入所（ショートステイ）   | 短期入所（ショートステイ） | 375億円（5.8%）    |
| 居宅型 3,889億円 （49.5%）   | その他                       | その他                     | 458億円（4.9%）    |
| 地域密着型 948億円 （12.1%） | 小規模多機能型居宅介護       | 小規模多機能型居宅介護     | 182億円（2.3%）    |
| 地域密着型 948億円 （12.1%） | 認知症グループホーム         | 認知症グループホーム       | 509億円（6.5%）    |
| 地域密着型 948億円 （12.1%） | 地域密着型介護老人福祉施設   | 地域密着型介護老人福祉施設 | 134億円（1.7%）    |
| 地域密着型 948億円 （12.1%） | その他                       | その他                     | 123億円（1.6%）    |
| 施設型 2,593億円 （34.9%）   | 介護福祉施設（特養）         | 介護福祉施設（特養）       | 1,363億円（17.4%） |
| 施設型 2,593億円 （34.9%）   | 介護老人保健施設（老健）     | 介護老人保健施設（老健）   | 1,017億円（12.9%） |
| 施設型 2,593億円 （34.9%）   | 介護療養施設                 | 介護療養施設               | 227億円（2.9%）    |
| 居宅介護支援（ケアマネ）     | 居宅介護支援（ケアマネ）     | 居宅介護支援（ケアマネ）   | 408億円（5.2%）    |
| 総額                         | 総額                         | 総額                       | 7,854億円          |

訪問介護（ほうもんかいご）とは、利用者宅に介護福祉士など介護労働者側が主に車で赴き、入浴・排泄・食事等の介護、掃除・洗濯・調理等の援助、通院時の外出移動支援など日常生活上の世話を行うタイプの公的扶助制度。
訪問介護は 介助面における「身体介護」、家事面における「生活援助」に分けられる。ホームヘルプと呼称することもある。訪問介護以外には、通所介護と入所介護がある。広義には、介護保険法以外の法令（たとえば障害者総合支援法など）に基づくサービスや法令に基づかない私的（自費）サービスも含まれることもある。

訪問介護から派生したサービス種別として、地域密着型サービスの夜間対応型訪問介護（2005年（平成17年）介護保険法改正で創設）及び定期巡回・随時対応型訪問介護看護（2011年（平成23年）介護保険法改正で創設）がある。

## 定義
介護保険法第8条第2項において、以下に定義される。
また、指定居宅サービス等の事業の人員、設備及び運営に関する基準（以下、運営基準）第4条において、
と定義される。

## 歴史
- 1962年 : 老人福祉法成立に伴い、家庭奉仕員派遣事業（訪問介護事業の前身）が制度化。
- 1967年 : 障害者も対象となる。
- 1995年 : 訪問介護員養成研修制度が開始。
- 1997年 : 介護保険法成立。
- 2000年 : 介護保険開始。

## 運営基準
人員
訪問介護事業所ごとに訪問介護員等を常勤換算で2.5人以上配置する必要がある（運営基準第5条）。
管理者
指定訪問介護事業所ごとに専らその職務に従事する常勤の管理者を置かなければならない。ただし、指定訪問介護事業所の管理上支障がない場合は、当該指定訪問介護事業所の他の職務に従事し、又は同一敷地内にある他の事業所、施設等の職務に従事することができる（運営基準第6条）。
第1号訪問事業
指定訪問介護事業者は地域支援事業の第1号訪問事業の指定を併せて受けることができる（運営基準第5条）。
サービス提供
指定訪問介護事業者は、指定訪問介護の提供の開始に際し、あらかじめ、利用申込者又はその家族に対し、重要事項を記した文書を交付して説明を行い、当該提供の開始について利用申込者の同意を得なければならない（運営基準第8条）。
指定訪問介護事業者は、正当な理由なく指定訪問介護の提供を拒んではならない（運営基準第9条）。指定訪問介護を提供することが困難であると認めた場合は、当該利用申込者に係る居宅介護支援事業者への連絡、適当な他の指定訪問介護事業者等の紹介その他の必要な措置を速やかに講じなければならない（運営基準第10条）。
指定訪問介護事業者は、指定訪問介護の提供を求められた場合は、その者の提示する被保険者証によって、被保険者資格、要介護認定の有無及び要介護認定の有効期間を確かめるものとする（運営基準第11条）。また、要介護認定を受けていない利用申込者については、要介護認定の申請が既に行われているかどうかを確認し、申請が行われていない場合は、当該利用申込者の意思を踏まえて速やかに当該申請が行われるよう必要な援助を行わなければならない（運営基準第12条）。
指定訪問介護事業者は、指定訪問介護の提供に当たっては、利用者に係る居宅介護支援事業者が開催するサービス担当者会議等を通じて、利用者の心身の状況、その置かれている環境、他の保健医療サービス又は福祉サービスの利用状況等の把握に努めなければならない（運営基準第13条）。また、居宅介護支援事業者その他保健医療サービス又は福祉サービスを提供する者との密接な連携に努めなければならない（運営基準第14条）。
指定訪問介護事業者は、居宅サービス計画が作成されている場合は、当該計画に沿った指定訪問介護を提供しなければならない（運営基準第16条）。また利用者が居宅サービス計画の変更を希望する場合は、当該利用者に係る居宅介護支援事業者への連絡その他の必要な援助を行わなければならない（運営基準第17条）。
指定訪問介護事業者は、指定訪問介護を提供した際には、当該指定訪問介護の提供日及び内容など必要な事項を、利用者の居宅サービス計画を記載した書面又はこれに準ずる書面に記載しなければならず、利用者からの申出があった場合には、文書の交付その他適切な方法により、その情報を利用者に対して提供しなければならない（運営基準第19条）。
指定訪問介護事業者は、利用者の選定により通常の事業の実施地域以外の地域の居宅において指定訪問介護を行う場合は、それに要した交通費の額の支払を利用者から受けることができる（運営基準第20条）。
責務
サービス提供責任者は、利用者の日常生活全般の状況及び希望を踏まえて、指定訪問介護の目標、当該目標を達成するための具体的なサービスの内容等を記載した訪問介護計画を作成しなければならない。また利用者の状態の変化やサービスに関する意向を定期的に把握し、サービス担当者会議への出席等により、居宅介護支援事業者等と連携を図らなければならない（運営基準第24条）。
禁止事項
指定訪問介護事業者は、訪問介護員等に、その同居の家族である利用者に対する訪問介護の提供をさせてはならない（運営基準第25条）。
苦情処理
指定訪問介護事業者は、提供した指定訪問介護に係る利用者及びその家族からの苦情に迅速かつ適切に対応するために、苦情を受け付けるための窓口を設置する等の必要な措置を講じ、苦情の内容等を記録しなければならない。また、利用者からの苦情に関して市町村・国民健康保険団体連合会が行う調査に協力するとともに、市町村・国民健康保険団体連合会から指導又は助言を受けた場合においては、当該指導又は助言に従って必要な改善を行わなければならず、求めがあった場合には、改善の内容を市町村・国民健康保険団体連合会に報告しなければならない（運営基準第36条）。
事故発生時
指定訪問介護事業者は、利用者に対する指定訪問介護の提供により事故が発生した場合は、市町村、当該利用者の家族、当該利用者に係る居宅介護支援事業者等に連絡を行うとともに、必要な措置を講じなければならない（運営基準第37条）。
記録保持
指定訪問介護事業者は、利用者に対する指定訪問介護の提供に関する訪問介護計画、サービス・苦情・事故内容等の記録を整備し、その完結の日から二年間保存しなければならない（運営基準第39条）。

## サービス内容
| 身体介護 | 入浴、排せつ、食事等の介助 |
| 生活援助 | 調理、洗濯、掃除等の家事   |

- 事業所によっては、通院等を目的とした乗車・移送・降車の介助サービス（通院等乗降介助）がある。
- 「日常生活の援助に該当しない行為（草むしり、ペットの世話、大掃除等）」、「直接本人の援助に該当しない行為（来客の対応等）」は、対象外。

## 定期巡回・随時対応型訪問介護看護
介護保険法第8条第15項1号および2号において定期巡回・随時対応型訪問介護看護は以下に定義される。
また、地域密着型運営基準第3条の2では
と定義される。
要介護者は以上の定期巡回、随時対応、随時訪問、訪問看護の4つサービスを受けることができる。
人員（地域密着型運営基準第3条の4）
オペレーターは指定定期巡回・随時対応型訪問介護看護を提供する時間帯を通じて一以上で看護師、介護福祉士を充て、看護職員との連携を確保しているときは、サービス提供責任者の業務に一年以上（特に業務に従事した経験が必要な者として厚生労働大臣が定めるものにあっては、三年以上）従事した経験を有する者をもって充てる。一人以上は、常勤の看護師、介護福祉士等でなければならない。また専らその職務に従事する者でなければならない。
例外として同一敷地内に指定短期入所生活介護事業所、指定短期入所療養介護事業所などいずれかの施設等がある場合において、当該施設等の入所者等の処遇に支障がない場合は、前項本文の規定にかかわらず、当該施設等の職員をオペレーターとして充てることができる。
定期巡回サービスを行う訪問介護員は必要数
随時訪問サービスを行う訪問介護員は提供時間帯を通じて、随時訪問サービスの提供に当たる訪問介護員等が一以上で専ら当該随時訪問サービスの提供に当たる者でなければならない。
利用者に対する随時対応サービスの提供に支障がない場合は、第四項本文及び前項の規定にかかわらず、オペレーターも随時訪問サービスに従事することができる。この際利用者に対する随時訪問サービスの提供に支障がないときは、第一項の規定にかかわらず、随時訪問サービスを行う訪問介護員等を置かないことができる。
訪問看護サービスを行う保健師、看護師又は准看護師は常勤換算方法で二・五以上で一人以上は、常勤の保健師又は看護師でなければならない。看護職員のうち一人以上は、提供時間帯を通じて、指定定期巡回・随時対応型訪問介護看護事業者との連絡体制が確保された者でなければならない。看護師、介護福祉士等であるもののうち一人以上を、定期巡回・随時対応型訪問介護看護計画の作成に従事する者としなければならない。
理学療法士、作業療法士又は言語聴覚士指定定期巡回・随時対応型訪問介護看護事業所の実情に応じた適当数
指定定期巡回・随時対応型訪問介護看護事業者は、指定定期巡回・随時対応型訪問介護看護事業所ごとに専らその職務に従事する常勤の管理者を置かなければならない（地域密着型運営基準第3条の5）。
設備（地域密着型運営基準第3条の6）。
利用者が円滑に通報し、迅速な対応を受けることができるよう、指定定期巡回・随時対応型訪問介護看護事業所ごとに、利用者の心身の状況等の情報を蓄積することができる機器、随時適切に利用者からの通報を受けることができる通信機器等を備え、必要に応じてオペレーターに当該機器等を携帯させなければならない。
利用者が援助を必要とする状態となったときに適切にオペレーターに通報できるよう、利用者に対し、通信のための端末機器を配布しなければならない。ただし、利用者が適切にオペレーターに随時の通報を行うことができる場合は、この限りでない。
運営
指定定期巡回・随時対応型訪問介護看護事業者は、正当な理由なく指定定期巡回・随時対応型訪問介護看護の提供を拒んではならない（地域密着型運営基準第3条の8）。
指定定期巡回・随時対応型訪問介護看護事業者は、当該指定定期巡回・随時対応型訪問介護看護事業所の通常の事業の実施地域によって利用申込者に対し自ら適切な指定定期巡回・随時対応型訪問介護看護を提供することが困難であると認めた場合は、適当な他の指定定期巡回・随時対応型訪問介護看護事業者等の紹介その他の必要な措置を速やかに講じなければならない（地域密着型運営基準第3条の9）。
指定定期巡回・随時対応型訪問介護看護事業者は、指定定期巡回・随時対応型訪問介護看護の提供を求められた場合は、その者の提示する被保険者証によって、被保険者資格、要介護認定の有無及び要介護認定の有効期間を確かめるものとする（地域密着型運営基準第3条の10）。
指定定期巡回・随時対応型訪問介護看護事業者は、指定定期巡回・随時対応型訪問介護看護の提供の開始に際し、要介護認定を受けていない利用申込者については、要介護認定の申請が既に行われているかどうかを確認し、申請が行われていない場合は、当該利用申込者の意思を踏まえて速やかに当該申請が行われるよう必要な援助を行わなければならない（地域密着型運営基準第3条の11）。
指定定期巡回・随時対応型訪問介護看護事業者は、居宅サービス計画が作成されている場合は、当該居宅サービス計画に沿った指定定期巡回・随時対応型訪問介護看護を提供しなければならない（地域密着型運営基準第3条の15）。
指定定期巡回・随時対応型訪問介護看護事業者は、定期巡回・随時対応型訪問介護看護従業者に身分を証する書類を携行させ、面接時、初回訪問時及び利用者又はその家族から求められたときは、これを提示すべき旨を指導しなければならない（地域密着型運営基準第3条の17）。
指定定期巡回・随時対応型訪問介護看護の提供に当たり利用者から合鍵を預かる場合には、その管理を厳重に行うとともに、管理方法、紛失した場合の対処方法その他必要な事項を記載した文書を利用者に交付するものとする（地域密着型運営基準第3条の22）。
指定定期巡回・随時対応型訪問介護看護事業者は、訪問看護サービスの提供の開始に際し、主治の医師による指示を文書で受けなければならない。また定期巡回・随時対応型訪問介護看護計画および訪問看護報告書を提出し、訪問看護サービスの提供に当たって主治の医師との密接な連携を図らなければならない。（地域密着型運営基準第3条の23）。
計画作成責任者は、利用者の日常生活全般の状況及び希望を踏まえて、定期巡回サービス及び随時訪問サービスの目標、当該目標を達成するための具体的な定期巡回サービス及び随時訪問サービスの内容等を記載した定期巡回・随時対応型訪問介護看護計画を作成、既に居宅サービス計画が作成されている場合は、当該居宅サービス計画の内容に沿って作成しなければならない（地域密着型運営基準第3条の24）。
指定定期巡回・随時対応型訪問介護看護事業者は、定期巡回・随時対応型訪問介護看護従業者に、その同居の家族である利用者に対する指定定期巡回・随時対応型訪問介護看護（随時対応サービスを除く。）の提供をさせてはならない（地域密着型運営基準第3条の25）。
指定定期巡回・随時対応型訪問介護看護を受けている利用者が正当な理由なしに指定定期巡回・随時対応型訪問介護看護の利用に関する指示に従わないことにより、要介護状態の程度を増進させたと認められるときや偽りその他不正な行為によって保険給付を受け、又は受けようとしたとき、指定定期巡回・随時対応型訪問介護看護事業者は意見を付してその旨を市町村に通知しなければならない（地域密着型運営基準第3条の26）。
指定定期巡回・随時対応型訪問介護看護事業者は、指定定期巡回・随時対応型訪問介護看護の提供に当たっては、利用者、利用者の家族、地域住民の代表者、地域の医療関係者、指定定期巡回・随時対応型訪問介護看護事業所が所在する市町村の職員又は地域包括支援センターの職員、定期巡回・随時対応型訪問介護看護について知見を有する者等により構成される協議会（以下この項において「介護・医療連携推進会議」という。）を設置し、おおむね六月に一回以上、介護・医療連携推進会議に対して指定定期巡回・随時対応型訪問介護看護の提供状況等を報告し、介護・医療連携推進会議による評価を受けるとともに、介護・医療連携推進会議から必要な要望、助言等を聴く機会を設けなければならない（地域密着型運営基準第3条の37）。
指定定期巡回・随時対応型訪問介護看護事業者は、利用者に対する指定定期巡回・随時対応型訪問介護看護の提供に関する定期巡回・随時対応型訪問介護看護計画などの記録を整備し、その完結の日から二年間保存しなければならない（地域密着型運営基準第3条の40）。

## 夜間対応型訪問介護
介護保険法第8条第16項において夜間対応型訪問介護は以下に定義される。
また、地域密着型運営基準第4条では
と定義される。
夜間対応型訪問介護においては、定期的に利用者の居宅を巡回して行う夜間対応型訪問介護、利用者からの通報を受け、通報内容等を基に訪問介護員等の訪問の要否等を判断するサービス及びオペレーションセンター等からの随時の連絡に対応して行う夜間対応型訪問介護があり、オペレーションセンターは、通常の事業の実施地域内に一か所以上設置しなければならないが、定期巡回サービスを行う訪問介護員等が利用者から通報を受けることにより適切にオペレーションセンターサービスを実施することが可能であると認められる場合は、オペレーションセンターを設置しないことができる（地域密着型運営基準第5条）。
人員（地域密着型運営基準第6条）
オペレーションセンター従業者は一以上及び利用者の面接その他の業務を行う者として一以上確保されるために必要な数以上
訪問介護員等の員数はサービスを提供するために必要な数以上
オペレーターは、看護師、介護福祉士その他厚生労働大臣が定める者をもって充てなければならないがこれらの者との連携を確保しているときは、一年以上サービス提供責任者の業務に従事した経験を有する者をもって充てることができる。
指定夜間対応型訪問介護事業者は、指定夜間対応型訪問介護事業所ごとに専らその職務に従事する常勤の管理者を置かなければならないが事業所の管理上支障がない場合は、他の職務又は同一敷地内の他の事業所、施設等の職務に従事することができる（地域密着型運営基準第7条）。
設備（地域密着型運営基準第8条）
指定夜間対応型訪問介護事業者は、利用者が円滑に通報し、迅速な対応を受けることができるよう、オペレーションセンターごとに、利用者の心身の状況等の情報を蓄積することができる機器、随時適切に利用者からの通報を受けることができる通信機器等を備え、必要に応じてオペレーターに当該機器等を携帯させなければならない。
指定夜間対応型訪問介護事業者は、利用者が援助を必要とする状態となったときに適切にオペレーションセンターに通報できるよう、利用者に対し、通信のための端末機器を配布しなければならない。ただし、利用者が適切にオペレーションセンターに随時の通報を行うことができる場合は、この限りでない。
運営
随時訪問サービスを適切に行うため、オペレーションセンター従業者は、利用者の面接及び一月ないし三月に一回程度の利用者の居宅への訪問を行い、随時利用者の心身の状況、その置かれている環境等の的確な把握に努め、利用者又はその家族に対し、適切な相談及び助言を行う（地域密着型運営基準第10条）。
オペレーションセンター従業者は、利用者の日常生活全般の状況及び希望を踏まえて、定期巡回サービス及び随時訪問サービスの目標、当該目標を達成するための具体的な定期巡回サービス及び随時訪問サービスの内容等を記載した夜間対応型訪問介護計画を作成しなければならず、既に居宅サービス計画が作成されている場合は、当該居宅サービス計画の内容に沿って作成しなければならない（地域密着型運営基準第11条）。
訪問介護員等は、現に指定夜間対応型訪問介護の提供を行っているときに利用者に病状の急変が生じた場合その他必要な場合は、速やかに主治の医師への連絡を行う等の必要な措置を講じなければならない（地域密着型運営基準第11条）。
指定夜間対応型訪問介護事業者は、その事業の運営に当たっては、提供した指定夜間対応型訪問介護に関する利用者からの苦情に関して市町村等が派遣する者が相談及び援助を行う事業その他の市町村が実施する事業に協力するよう努めなければならない（地域密着型運営基準第16条）。
指定夜間対応型訪問介護事業者は、利用者に対する指定夜間対応型訪問介護の提供に関する夜間対応型訪問介護計画などの記録を整備し、その完結の日から二年間保存しなければならない（地域密着型運営基準第17条）。

## 介護労働者負担と世代間格差問題
日本の訪問介護の問題点として、受益者(利用者)の自費負担率が軽過ぎることで介護のブラック労働化・需要過剰・介護労働者給与の抑制圧力、それによる労働者不足・現役世代への税負担率上昇の要因となっている点がある。介護労働者目線でもデイサービス(通所介護)と老人ホーム(入所介護)の2種へ集約化することで、移動時間短縮・第三者に即座に助けを求められる環境で働けることで介護ハラスメント被害を受けにくくなるなど働きやすさ改善に繋がる。そして、利用者自己負担率が引き上げられると、その分だけ利用需要の適正化がなされ、利用者層の質向上による介護労働者の給与上昇と負担低下という正のサイクルにつながる。自己負担の適正化反対が根強く、世代間格差を放置するままなら、訪問介護自体の縮小(通所介護と入所介護への移行)・ゾンビ状態の訪問介護企業の市場退出による大規模集約化が国家方針・現役世代世論傾向となっている。